# Betty Crocker
Betty Crocker är en fiktiv hemmafru som skapades av företaget Washburn Crosby Company 1921. Företaget gick 1928 samman med flera andra och skapade General Mills och Crocker blev då en maskot för företaget. Med tiden blev Betty Crocker an amerikansk kulturikon.
Crocker skapades för att Washburn Crosby fick många brev från kunder som ville ha råd om bakning. Företaget bestämde sig för att svara under namnet Betty Crocker. Betty valdes för att man tyckte det var ett trevligt kvinnonamn och Crocker från en tidigare chef, William Crocker. 1924 fick Betty Crocker en radioshow, Betty Crocker Cooking School of the Air och 1930 publicerades Crockers första kokbok. 1936 skapade artisten Neysa McMein ett porträtt av Betty Crocker. 
Betty Crocker utsågs 1945 till USA:s näst populäraste kvinna efter Eleanor Roosevelt. Skådespelerskan Adelaide Hawley Cumming porträtterade Betty Crocker 1949–1964 i TV-program och reklamfilmer.